# Stazione di Berlino-Pankow
La stazione di Berlino-Pankow (in tedesco Berlin-Pankow) è una stazione ferroviaria posta sulla Stettiner Bahn, a servizio del quartiere berlinese di Pankow; è servita dai soli treni della S-Bahn.

## Storia
La stazione venne aperta all'esercizio il 15 ottobre 1880 per servire il centro abitato di Pankow, all'epoca comune del circondario del Niederbarnim.
Nel 1883 assunse la nuova denominazione di “Pankow-Schönhausen”, dal nome del vicino castello di Schönhausen.
Dal 1909 al 1914 venne costruito il nuovo fabbricato viaggiatori, su progetto degli architetti Karl Cornelius ed Ernst Schwartz. L'edificio è posto sotto tutela monumentale (Denkmalschutz).
L'8 agosto 1924 venne attivato l'esercizio a trazione elettrica, con alimentazione a terza rotaia, sulla linea suburbana fino a Bernau; nel 1930 le ferrovie suburbane assunsero la denominazione di S-Bahn.
Il 3 ottobre 1954 la stazione riassunse la denominazione originaria; dal 16 settembre 2000 è presente un interscambio con la linea U2 della metropolitana (stazione di Pankow).

## Movimento
La stazione è servita dai treni delle linee S2, S8 e S85 della S-Bahn di Berlino.